# Bouzic
Bouzic är en kommun i departementet Dordogne i regionen Nouvelle-Aquitaine i sydvästra Frankrike. Kommunen ligger i kantonen Domme som tillhör arrondissementet Sarlat-la-Canéda. År 2022 hade Bouzic 154 invånare.

## Befolkningsutveckling
Antalet invånare i kommunen Bouzic
Referens:INSEE